# Jørgen Kristensen
Jørgen Kristensen (Hedehusene, 12 december 1946) is een Deens voormalig profvoetballer. De linksbuiten kwam onder andere uit voor Sparta en Feyenoord in de Nederlandse Eredivisie en Hertha BSC in de Duitse Bundesliga.
Kristensen speelde in Denemarken voor Køge BK. Op zijn twintigste trok hij naar de Verenigde Staten, waar hij uitkwam voor de Detroit Cougars. Omdat het voetbal in de VS niet echt van de grond kwam, keerde hij terug naar Europa waar hij in november 1968 een contract tekende bij Sparta in Nederland. In juli 1970 had hij een kortstondig conflict met Sparta over de duur van zijn contract en de hoogte van zijn salaris. Bijna een maand na de start van de oefencampagne werd het geschil opgelost en keerde Kristensen terug uit Denemarken om zich uiteindelijk aan te sluiten bij de selectie.
In 1972 verruilde Kristensen Sparta voor plaatsgenoot Feyenoord, waar hij de opvolger werd van Coen Moulijn en een contract tekende voor de duur van vier jaar. Met Feyenoord won hij in 1974 de UEFA Cup en werd hij landskampioen. Hij speelde 134 competitieduels, waarin hij 43 doelpunten scoorde. In 1976 keerde hij aanvankelijk terug naar Denemarken, waar hij zich als amateur aanmeldde bij zijn oude club Køge BK, maar in september 1976 verkaste hij naar het Duitse Hertha BSC. Deze ploeg werd getraind door Georg Kessler, die eerder bij Sparta zijn trainer was. In 1978 verruilde hij Hertha voor Næstved IF, maar nog datzelfde jaar ging hij opnieuw naar de Verenigde Staten waar hij een contract tekende bij de Chicago Sting. Hij speelde vervolgens nog een seizoen voor Tulsa Roughnecks en de Calgary Boomers en sloot zijn carrière af in het indoor soccer bij Wichita Wings. In 1989 kwam hij uit voor het nationaal zaalvoetbalteam van Denemarken, dat in Leeuwarden deelnam aan het wereldkampioenschap.
Kristensen kwam negentien keer uit voor het Deens voetbalelftal. Hij maakte zijn debuut in juni 1971, maar werd vanaf 1973 enkele jaren niet meer opgeroepen. In 1976 maakte hij zijn rentree. Hij maakte drie doelpunten voor Denemarken.

## Erelijst
Feyenoord
- landskampioen: 1973/74
- UEFA Cup: 1973/74